# Sinella
Genre
Sinella est un genre de collemboles de la famille des Entomobryidae.

## Liste des espèces
Selon Checklist of the Collembola of the World (version du 11 septembre 2019) :
- Sinella abietis Ding & Zhang, 2015
- Sinella aera Christiansen & Bellinger, 1980
- Sinella affluens Chen & Christiansen, 1993
- Sinella agna Christiansen & Bellinger, 1980
- Sinella alata Christiansen, 1960
- Sinella avita Christiansen, 1960
- Sinella baca Christiansen & Bellinger, 1980
- Sinella barri Christiansen, 1960
- Sinella basidens (Bonet, 1934)
- Sinella binoculata (Schött, 1896)
- Sinella browni Chen & Christiansen, 1993
- Sinella bui Xu, Zhao & Huang, 2016
- Sinella camaldolensis Battaglini & Lucini, 1983
- Sinella castanea (Salmon, 1949)
- Sinella cavernarum (Packard, 1888)
- Sinella christianseni Ma & Chen, 1997
- Sinella claviseta Zhang, Bedos & Deharveng, 2014
- Sinella colorata Zhang, Qu & Deharveng, 2010
- Sinella colubra Xu & Chen, 2016
- Sinella copiosa Zhang, Bedos & Deharveng, 2014
- Sinella curviseta Brook, 1882
- Sinella fuyanensis Chen & Christiansen, 1993
- Sinella gei Pan, Zhang & Shi, 2012
- Sinella gracilis Zhang, 2013
- Sinella hexaseta Qu, Zhang & Chen, 2010
- Sinella hexophthalma Rapoport & Rubio, 1968
- Sinella hoffmani Wray, 1952
- Sinella humicola Brown, 1926
- Sinella hunanica Zhao & Zhang, 2016
- Sinella insolens Chen & Christiansen, 1993
- Sinella jaldaparaensis Mandal, Suman & Bhattacharya, 2019
- Sinella jugoslavica Loksa & Bogojevic, 1970
- Sinella krekeleri Christiansen, 1960
- Sinella laevis Denis, 1931
- Sinella lipsae Zhang & Deharveng, 2011
- Sinella liuae Zhao & Zhang, 2016
- Sinella longiantenna Zhang & Deharveng, 2011
- Sinella longisensilla Zhang, 2013
- Sinella longiungula Zhang & Deharveng, 2011
- Sinella lubolei Arndt, 1924
- Sinella maolanensis Wu, Huang & Luan, 2018
- Sinella minuta Zhao & Zhang, 2016
- Sinella monoculata Denis, 1929
- Sinella nigropunctata (Imms, 1912)
- Sinella pauciseta Qu, Zhang & Chen, 2010
- Sinella plebeia Chen & Christiansen, 1993
- Sinella pseudobrowni Zhang, 2013
- Sinella pseudomonoculata Nguyen, 1995
- Sinella pseudostraminea Stach, 1965
- Sinella pulcherrima Agrell, 1939
- Sinella pulverafusca Salmon, 1941
- Sinella qixiaensis Xu & Zhang, 2016
- Sinella quadrioculata Mills, 1935
- Sinella quadriseta Zhang, Bedos & Deharveng, 2014
- Sinella qufuensis Chen & Christiansen, 1993
- Sinella quinocula Chen & Christiansen, 1993
- Sinella quinseta Xu & Zhang, 2016
- Sinella recens Christiansen & Bellinger, 1998
- Sinella sacellum Zhang, 2013
- Sinella samueli Chen, Leng & Greenslade, 2005
- Sinella sexoculata (Schött, 1896)
- Sinella shobuensis (Yosii, 1956)
- Sinella sineocula Chen & Christiansen, 1993
- Sinella siva (Imms, 1912)
- Sinella stalagmitorum Yosii, 1954
- Sinella straminea (Folsom, 1899)
- Sinella subquadrioculata Yosii, 1956
- Sinella sunae Pan, Zhang & Shi, 2012
- Sinella tecta Christiansen & Bellinger, 1980
- Sinella termitum (Yoshii & Greenslade, 1994)
- Sinella termitum Schött, 1917
- Sinella tiani Zhao & Zhang, 2016
- Sinella tigris Zhao & Zhang, 2016
- Sinella transoculata Pan & Yuan, 2013
- Sinella triocula Chen & Christiansen, 1993
- Sinella triseta Yuan & Pan, 2013
- Sinella trogla Chen & Christiansen, 1993
- Sinella umesaoi Yosii, 1940
- Sinella uniseta Ding & Zhang, 2015
- Sinella whitteni Zhang & Deharveng, 2009
- Sinella wui Wang & Christiansen, 2000
- Sinella yasumatsui Uchida, 1948
- Sinella yosiia Bellinger & Christiansen, 1974
- Sinella yui Zhang, 2013
- Sinella yunnanica Zhang & Deharveng, 2011
- Sinella zhangi Xu & Chen, 2016

## Publication originale
- Brook, 1882 : On a new genus of Collembola (Sinella), allied to Degeeria. Journal of the Linnean Society, vol. 16, p. 541-545.